# Психотерапевт
Психотерапе́вт (ψυχή — душа, θεραπεία «зцілення, медичне лікування») або лікар-психотерапевт — фахівець, який має повну вищу освіту за напрямом підготовки «Медицина» і/або PhD (в деяких випадках магістр) в психології і сертифікований за певним напрямком психотерапії, чи отримав спеціалізацію за фахом «психотерапія».

## Визначення
Треба розділяти поняття «психотерапевт» та «особа, що проводить психотерапію», адже лікар-психотерапевт, як фахівець, діяльність якого регламентує держава — це лікар, що отримав вищу медичну освіту та має відповідну спеціалізацію. В той же час, проводити психотерапію можуть не тільки психотерапевти, але й інші фахівці. Згідно Наказу МОЗ, в якості професійної діяльності застосовувати методи психологічного і психотерапевтичного впливу можуть також відповідні фахівці з повною вищою освітою за напрямками медицина (за різними спеціалізаціями) та психологія.

## Методи праці
Лікар-психотерапевт в діяльності може застосувати такі методи психологічного і психотерапевтичного впливу, як діагностика, лікування, профілактика, реабілітація розладів психіки і поведінки, кризових станів, соматичних розладів, в походженні яких провідним чинником є психологічний.
Також регламентується, що методи психологічного і психотерапевтичного впливу можуть застосовуватися лише за усвідомленою згодою інформованої дієздатної особи, відносно якої вони застосовуються, або за згодою її законного представника.

## Професійна підготовка
В Україні для атестації за спеціальністю «Психотерапія» лікарю з повною вищою освітою до стажу роботи зараховуються періоди роботи на посаді лікаря-психотерапевта за умови відпрацювання за цією спеціальністю не менше трьох років.
При виборі психотерапії та психотерапевта важливо встановити його кваліфікацію, наявність відповідних документів (сертифіката чи ліцензії), конкретні результати його психотерапевтичної практики, напрям психотерапії, який він практикує, та ефективність її для даного психічного розладу. Людина повинна відчувати комфорт та довіру до психотерапевта, вона має право в любий час відмовитися від його послуг. Такі ж самі та дуже подібні вимоги ставить перед психотерапевтами етичний кодекс
Української Спілки психотерапевтів.

## Допомога військовим та силовикам
Останнім часом повстало питання психотерапевтичної допомоги лікарями-психотерапевтами для співробітників силових відомств та війсковослужбовців. В першу чергу, для лікування ПТСР серед військовослужбовців і ветеранів.